# Graylin Warner
Pour les articles homonymes, voir Warner.
Graylin Warner, né le 7 septembre 1962 à Tylertown (Mississippi) et mort le 18 juillet 2025, est un basketteur américain actif entre 1984 et 1998. 

## Biographie
Mesurant 2,02 m, il joue comme ailier.
Graylin Warner a été choisi à la Draft NBA 1984 à la 129e place par les Supersonics de Seattle.
Surnommé le « lévrier des Mauges » lors de son passage à Cholet, il y a évolué aux côtés de Antoine Rigaudeau et Jim Bilba, tous deux internationaux français et médaillés olympiques. Ils parvinrent ensemble jusqu'à la finale du championnat de France lors de la saison 1987-1988.
Graylin Warner meurt à l’âge de 62 ans le 18 juillet 2025 après un long combat contre la maladie.

## Clubs
- 1980-1984 :  Southwestern Louisiana (NCAA)
- 1984-1985 :  Sarasota Stingers (CBA)

puis  Venezuela ?
- 1985-1986 :   SSV Hagen (Basketball-Bundesliga)
- 1986-1987 :  Fabriano Basket (Lega A)

puis  Cholet Basket (Nationale 1)
- 1986-1992 :  Cholet Basket (N 1 A)
- 1992-1993 :   Pagrati Athènes (ESAKE)
- 1993-1994 :  ASA Sceaux (Pro A)
- 1994-1995 : sans club
- 1995-1996 :  Hyères-Toulon VB (Pro B)
- 1996-1997 :  Toulouse Spacer's (Pro B)
- 1997-1998 :  Anjou BC (Pro B)

## Palmarès
- MVP du All Star Game en 1988 et 1989.